# Hyère (Leysse)
Die Hyère (manchmal auch Hyères genannt) ist ein Fluss in Frankreich, der im Département Savoie in der Region Auvergne-Rhône-Alpes verläuft. Sie entspringt im Regionalen Naturpark Chartreuse, im Gemeindegebiet von Corbel, knapp an der Grenze zur benachbarten Gemeinde Saint-Jean-de-Couz, entwässert generell in nordöstlicher Richtung und mündet nach rund 19 Kilometern im Stadtgebiet von Chambéry als linker Nebenfluss in die Leysse.

## Orte am Fluss
- Saint-Jean-de-Couz
- Saint-Thibaud-de-Couz
- Cognin
- Chambéry